# تپه گاورچال
تپه گاورچال در شهرستان قزوین، بخش مرکزی، روستای گرکین واقع شده و این اثر در تاریخ ۲۵ اسفند ۱۳۸۰ با شمارهٔ ثبت ۵۵۸۷ به‌عنوان یکی از آثار ملی ایران به ثبت رسیده است.